# 馬克·雷阿德
馬克·雷阿德（英語：Marc Laird；1986年1月23日—）是一位蘇格蘭足球運動員。在場上的位置是中場。他現在效力於英格蘭足球議會全國聯賽球隊燦美爾流浪足球會。他出身自曼城的青訓系統。

## 外部連結
- 足球数据库：馬克·雷阿德的球员统计数据